# Sughatta
Saghata (en bengali : সাঘাটা) est une upazila du Bangladesh dans le district de Gaibandha. En 1991, on y dénombrait 232 118 habitants.